# 苗栗縣立明仁國民中學
苗栗縣立明仁國民中學，簡稱明仁國中、明仁，位於台灣苗栗縣苗栗市的一所國民中學，創立於1969年。

## 歷任校長
- 首任校長     謝錦鑾校長  1969年－1972年
- 第二任校長   田萃亨校長  1972年－1980年
- 第三任校長   張殿臣校長  1980年－1984年
- 第四任校長   陳朝棟校長  1984年－1995年
- 第五任校長   鄭慈仁校長  1995年－2001年
- 第六任校長   張捷茂校長  2001年－2005年
- 第七任校長   黃慶瑜校長  2005年－2013年
- 第八任校長   李萬源校長  2013年－2021年
- 第九任校長   湯慧敏校長  2021年-

## 校園環境

### 校園建築
- 西北棟教學行政大樓
- 東北棟教學行政大樓
- 西南棟教學大樓
- 專科大樓：和國立聯合大學圖書館相望。
- 生科教室
- 菁莪館
- 音樂教室(原為工藝教室)
- 自強館
- 風雨球場
- 集合場
- 大操場
- 停車場
- 守衛室
- 校門

### 校園美景
- 築夢園

## 學校年度運動
- 越野賽跑：明仁國中常在每年春天舉辦越野賽跑，從校門出發→觀音宮→貓貍山公園北端山下樓梯口→明仁司令台。

## 外部連結
- 苗栗市明仁國中Facebook粉絲團 （页面存档备份，存于）（繁體中文）
- 苗栗縣立明仁國民中學 （页面存档备份，存于）（繁體中文）